# Крутець (Орічівський район)
Круте́ць (рос. Крутец) — присілок у складі Орічівського району Кіровської області, Росія. Входить до складу Усовського сільського поселення.
Населення становить 3 особи (2010).